# Amaniastabarqa
Amaniastabarqa foi o Décimo Sétimo Rei da Dinastia Napata do Reino de Cuxe que governou de 510 a 487 a.C., foi o sucessor de Karkamani.  Após seu entronamento tomou o nome real de Setepkare (Ra é aquele cujo Ka é cuidadosamente escolhido) 

## Histórico
Amaniastabarqa (também grafado Astabarqamen , Amaniastabarqo , Amaniastabar-qo) foi filho de Karkamani
Amaniastabarqa veio a falecer em 487 a.C. e de acordo com a maioria dos historiadores foi sucedido por seu filho Siaspiqa.  De acordo com outras fontes após a sua morte assumiu seu irmão Astabarqameni, isso não seria estranho considerando que na sucessão cuxita ela ocorre primeiro entre os irmãos e só extinguindo a primeira geração, o poder passaria para os filhos. De acordo com esse costume, após a morte de Astabarqameni ele foi sucedido por seus filhos Asasheraq e logo após Weterik, e somente após a morte deste em 478 a.C. teria assumido Siaspiqa. 
Amaniastabarqa foi enterrado na necrópole de Nuri. Sua pirâmide é a de nº 2.  Em seu túmulo foi encontrado um cilindro, uma placa de ouro e um vaso votivo. Em uma igreja cristã próxima foi encontrada uma estela com textos religiosos (hoje no Museu de Belas Artes de Boston), esta estala havia sido usada como material de construção da igreja. 